# Caccothryptus maculosus
Caccothryptus maculosus is een keversoort uit de familie dwergpilkevers (Limnichidae). De wetenschappelijke naam van de soort werd in 1923 gepubliceerd door Maurice Pic.